# Печать Федеративных Штатов Микронезии
Печать Федеративных Штатов Микронезии напоминает предыдущую печать Подопечной территории Тихоокеанских Островов с надписью «Правительство Федеративных Штатов Микронезии». Печать была принята Национальным Конгрессом ФШМ и затем утверждена Конгрессом США.
Государственный герб изображён в виде окружности, внутри которой на голубом небе расположены 4 серебряные пятиконечные звезды, символизирующие административное деление государства и Южный Крест.На фоне синих волн изображен плод кокоса, являющийся основным экспортируемым продуктом страны. Синие волны символизируют Тихоокеанское местонахождение страны.